# Proteina da shock termico
Una proteina da shock termico è una sostanza proteica  che esprime la sua funzione biologica quando le cellule sono esposte alle alte temperature oppure ad alte condizioni di stress.
La loro funzione è di proteggere le cellule da possibili danni e spesso agevola il corretto ripiegamento delle proteine.
Le HSP in condizione fisiologiche sono legate a dei fattori di trascrizione, gli HSF (Heat Shock Factors), che le inibiscono. Una condizione di stress cellulare sarà in grado di andare a rompere il legame non covalente tra HSP e HSF andando a permettere non soltanto l'espressione funzionale delle HSP, ma anche la traslocazione nucleare degli HSF verso il nucleo dove si andranno a legare a sequenze geniche che permetteranno un'aumentata espressione delle HSP.
Le HSP (di cui esistono vari gruppi suddivisi in base al peso molecolare: HSP-90, HSP-75, HSP-60)hanno la funzione di riconoscere le proteine danneggiate, che non sono ripiegate correttamente o glicosilate, e ripararle.
Altrimenti le proteine danneggiate vengono legate all'ubiquitina che le marca e le prepara alla degradazione svolta poi dalle proteasi citosoliche.